# Władysław Pałaszewski
Władysław Pałaszewski (ur. 10 maja 1936 w Obertynie, zm. 31 marca 2024 w Sycowie) – polski siatkarz, medalista mistrzostw Polski jako zawodnik, zdobywca czterech tytułów mistrza Polski jako trener (1972 z Resovią, 1980–1982 z Gwardią Wrocław), sędzia siatkarski.

## Kariera sportowa

### Zawodnik
Jego pierwszym klubem była Sparta Legnica, występował także w AZS Wrocław i od 1962 Gwardii Wrocław. Z Gwardią wywalczył wicemistrzostwo Polski w 1964 i brązowy medal mistrzostw Polski w 1965. W 1962 wystąpił w 13 spotkaniach reprezentacji Polski, m.in. na mistrzostwach świata, zajmując z drużyną szóste miejsce.

### Trener i sędzia
W czasie gry w Gwardii był równocześnie trenerem żeńskiej drużyny AZS Wrocław, występującej w II lidze (jego zawodniczką była m.in. Wanda Rutkiewicz). W trakcie sezonu 1964/1965 został trenerem męskiej drużyny Gwardii i poprowadził ją do brązowego medalu mistrzostw Polski w 1965 i 1966. Był także asystentem Stanisława Poburki w trakcie przygotowań reprezentacji Polski seniorek przed Igrzyskami Olimpijskimi w Tokio (1964), a także współpracował z Emilianem Sirackim w reprezentacji Polski juniorów, która na mistrzostwach Europy w 1966 zajęła 10. miejsce. W 1968 został pierwszym trenerem reprezentacji Polski juniorów i zajął z nią w 1969 7. miejsce na mistrzostwach Europy, a w 1971 wywalczył wicemistrzostwo Europy. W składzie tej ostatniej drużyny byli m.in. Wojciech Baranowicz, Mirosław Rybaczewski, Alojzy Świderek i Tomasz Wójtowicz.
W sezonie 1971/1972 został trenerem Resovii i zdobył z nią mistrzostwo Polski w 1972 i wicemistrzostwo Polski w 1973. W latach 1973–1975 nie prowadził żadnego zespołu, natomiast prowadził mecze siatkarskie jako sędzia. W tym charakterze uczestniczył w Igrzyskach Olimpijskich w Montrealu (1976) i prowadził tam finał turnieju kobiecego pomiędzy Japonią i ZSRR. Od 1976 był asystentem Jerzego Suchanka jako II trenera Gwardii Wrocław i zdobył w tym charakterze brązowy medal mistrzostw Polski w 1979. Od sezonu 1979/1980 był pierwszym trenerem Gwardii (z Jerzym Suchankiem jako asystentem) i wywalczył z drużyną mistrzostwo Polski w 1980, 1981 i 1982 oraz wicemistrzostwo Polski w 1983 i 1984. Odszedł ze stanowiska po sezonie 1984/1985, w którym jego drużyna zajęła 8. miejsce. Jego zawodnikami we wrocławskim klubie byli m.in. Wojciech Baranowicz, Marek Ciaszkiewicz, Maciej Jarosz, Ireneusz Kłos, Sławomir Skup, Leszek Milewski i Lech Łasko.
W lipcu 1979 prowadził w pięciu meczach reprezentację Polski seniorów - na towarzyskim turnieju w Berlinie, w zastępstwie Aleksandra Skiby, a na igrzyskach olimpijskich w Moskwie (1980) był jego asystentem. W maju 1983 ponownie poprowadził tę drużynę w pięciu spotkaniach - na turnieju w Koszycach, w zastępstwie Huberta Wagnera.
Po zakończeniu kariery trenerskiej pozostał sędzią siatkarskim, pełnił także funkcje kwalifikatora i komisarza zawodów. W siatkówkę grali także jego córka Iwona (reprezentantka Polski juniorek) i syn Tomasz (ligowiec Gwardii Wrocław).
W 1981 został wybrany najlepszym trenerem Dolnego Śląska w Plebiscycie "Słowa Polskiego", a w 2003 uhonorowano go miejscem w Alei Gwiazd Polskiej Siatkówki w Miliczu.